# Five Points (Floride)
Pour les articles homonymes, voir Five Points.
Five Points est une census-designated place du comté de Columbia, dans l'État de Floride, aux États-Unis,. En 2020, elle compte une population de 1 076 habitants.